# Rikke Skov
Rikke Skov (Viborg, 7 settembre 1980) è un'ex pallamanista danese.
Con la maglia della nazionale danese ha vinto l'oro olimpico ai Giochi di Atene 2004.

## Palmarès

### Giocatrice

#### Club
- EHF Champions League: 3

Viborg: 2005-2006, 2008-2009, 2009-2010
- EHF Cup: 2

Viborg: 1998-1999, 2003-2004
- Coppa delle Coppe: 1

Viborg: 2013-2014
- Campionato danese: 10

Viborg: 1999, 2000, 2001, 2002, 2004, 2006, 2008, 2009, 2010, 2014
- Coppa di Danimarca: 7

Viborg: 2003, 2006, 2007, 2008, 2010, 2011, 2014
- Supercoppa di Danimarca: 1

Viborg: 2011

#### Nazionale
- Oro olimpico: 1

Atene 2004
- Campionato europeo

 Argento: Ungheria 2004

### Individuale
- EHF Handball Award: 1[1]

2011
- Miglior giocatrice del campionato danese: 2

2007, 2008